# Społeczne Muzeum Regionalne w Sokołowie Małopolskim
Społeczne Muzeum Regionalne w Sokołowie Małopolskim – muzeum położone w Sokołowie Małopolskim. Placówka jest prowadzona przez Towarzystwo Miłośników Ziemi Sokołowskiej.
Placówka powstała w 1987 roku z inicjatywy Towarzystwa, a na jego zbiory składały się przedmioty ofiarowane przez mieszkańców miasta i okolicy. Siedzibą muzeum były pomieszczenia sokołowskiego Miejsko-Gminnego Ośrodka Kultury, Sportu i Rekreacji przy ul. Lubelskiej 5 (salka o powierzchni 40 m²). Na muzealną ekspozycję się zbiory historyczne (dokumenty, zdjęcia, militaria, znaleziska archeologiczne) i etnograficzne (stroje ludowe, przedmioty codziennego użytku, eksponaty związane z rzemiosłem), judaika oraz sztuka ludowa. Inwentaryzacja zbiorów odbywała się we współpracy z Muzeum Okręgowym w Rzeszowie.

Placówka działała do 1997 roku, kiedy to ze względu na remont Ośrodka zbiory zostały przeniesione na strych budynku. Po remoncie nie przewidziano pomieszczeń na wystawę, ponadto część zbiorów uległa zniszczeniu lub zaginęła. Dopiero w listopadzie 2013 roku ocalała część zbiorów została przeniesiona do nowej siedziby - dawnego budynku szkolnego przy ul. Rzeszowskiej 29
W „Planie Odnowy Sokołowa Małopolskiego”, przyjętym uchwałą nr XXIV/233/2009 Rady Miejskiej w Sokołowie Małopolskim z dnia 28 stycznia 2009 roku w ramach celu „Poprawa atrakcyjności turystycznej i estetyki miasta z zachowaniem tożsamości kulturowej” zapisano projekt utworzenia Muzeum Etnograficznego w Sokołowie Małopolskim.